# Faculté d'économie de l'université de Belgrade
La faculté d'économie de l'université de Belgrade (en serbe cyrillique : Економски факултет Универзитета у Београду ; en serbe latin : Ekonomski fakultet Univerziteta u Beogradu) est l'une des 31 facultés de l'université de Belgrade. Elle a été fondée en 1937. En 2013, son doyen est le professeur Branislav Boričić.

## Organisation
La faculté est divisée en 6 départements :
- Département de théorie économique et d'analyse ;
- Département de politique économique et du développement ;
- Département des relations économiques internationales ;
- Département des sciences économiques et de la gestion d'affaire ;
- Département de la comptabilité et de la finance des affaires ;
- Département de statistiques et de mathématiques.

Elle compte aussi 8 centres de recherche :
- Centre d'évaluation du capital et de la privatisation ;
- Centre pour l'entreprenariat ;
- Centre pour l'organisation et le leadership ;
- Centre de sécurité ses valeurs ;
- Centre pour le financement des entreprises ;
- Centre pour le développement et le financement des projets d'investissement ;
- Centre pour le marketing ;
- Centre pour les finances publiques.

## Personnalités
Les professeurs et les étudiants les plus connus de la faculté sont : Rushka Bergman, Sonja Biserko, Mirko Cvetković, Bojan Dimitrijević, Mlađan Dinkić, Diana Dragutinović, Mitja Gaspari, Radovan Jelašić, Srgjan Kerim, Nikola Kljusev, Dragan Maršićanin, Gordana Matković, Branko Milanovic, Slobodan Milosavljević, Miroslav Mišković, Abdul Rahman Munif, Milorad Nedeljković, Ivo Perišin, Aleksandar Pravdić, Toplica Spasojević, Srđan Srećković, Kori Udovički, Ashagre Yigletu et Philip Zepter.